# 이나에정
이나에정(稲枝町)은 일본 시가현 에치군에 설치되었던 정이다. 현재의 히코네시의 남서단에 해당한다.